# Belgique au Concours Eurovision de la chanson 1963
La Belgique a participé au Concours Eurovision de la chanson 1963 à Londres, au Royaume-Uni. C'est la 8e participation belge au Concours Eurovision de la chanson.
Le pays est représenté par le chanteur Jacques Raymond et la chanson Waarom?, sélectionnés par la Belgische Radio- en Televisieomroep (BRT) au moyen d'une finale nationale.

## Sélection

### Canzonissima 1963
Le radiodiffuseur belge pour les émissions néerlandophones, la Belgische Radio- en Televisieomroep (BRT), organise une finale nationale intitulée Canzonissima pour sélectionner l'artiste et la chanson représentant la Belgique au Concours Eurovision de la chanson 1963.
La finale nationale belge a lieu le 16 février 1963 à Bruxelles. Lize Marke, participante à cette finale nationale représentera la Belgique en 1965.
Les chansons sont toutes interprétées en néerlandais, l'une des trois langues officielles de la Belgique.
Lors de cette sélection, c'est Jacques Raymond et la chanson Waarom?, avec Francis Bay comme chef d'orchestre, qui furent choisis.

#### Finale
| Ordre | Artiste         | Chanson              | Traduction         | Points | Place |
| ----- | --------------- | -------------------- | ------------------ | ------ | ----- |
| 1     | Lize Marke      | Saksisch porselein   | Porcelaine de Saxe | 247    | 4     |
| 2     | Rina Pia (nl)   | Er speelt een orgel  | Un orgue joue      | 274    | 3     |
| 3     | Jo Leemans (en) | Zo mooi              | Si beau            | 241    | 5     |
| 4     | Lieve Olga      | Con amore            | Avec amour         | 186    | 6     |
| 5     | Jacques Raymond | Waarom?              | Pourquoi ?         | 292    | 1     |
| 6     | Lize Marke      | Luister naar de wind | Écoute le vent     | 289    | 2     |

## À l'Eurovision
Chaque jury national attribue un à cinq points à ses cinq chansons préférées.

### Points attribués par la Belgique
| 5 points | Danemark |
| 4 points | Suisse   |
| 3 points | Italie   |
| 2 points | Autriche |
| 1 point  | France   |

### Points attribués à la Belgique
| 5 points | 4 points   | 3 points | 2 points | 1 point |
| -------- | ---------- | -------- | -------- | ------- |
|          | - Autriche |          |          |         |

Jacques Raymond interprète Waarom? en 14e position, après la Suède et avant Monaco. Au terme du vote final, la Belgique termine 10e sur 16 pays, recevant 4 points, tous provenant du jury autrichien.